# Carry That Weight
Carry That Weight (Lennon/McCartney) är en del av en låt av The Beatles inspelad och utgiven 1969.

## Låten och inspelningen
Carry That Weight är del av b-sidans medley på albumet Abbey Road. Den är något mer rockiga än dess föregående spår, och det märks att man inte orkat avsluta någon av låtarna eftersom man klippt ihop dem. Orkestermedlemmarna som jobbade på spåret är okända då troligen ingen brydde sig om att nedteckna sådant mot slutet av gruppens existens. Låtarna kom med på LP:n Abbey Road som utgavs i England och USA 26 september respektive 1 oktober 1969.